# Cornelia Hütter
Cornelia Hütter, född 29 oktober 1992, är en österrikisk alpin skidåkare som har tävlat i världscupen sedan december 2011 och tävlar för klubben SV St. Radegund. Hon tävlar främst i fartgrenarna störtlopp och super-G.
Hütter kom i världscupsammanhang på pallen första gången i störtloppet i Val d'Isère den 21 december 2013, då hon kom trea. 
Hon har deltagit i VM 2015, där hon kom på fjärde plats i super-G. Hennes främsta merit i mästerskap är dock två bronsmedaljer vid Junior-VM i Crans-Montana 2011, i störtloppet och super-G-loppet.